# Sant Martí de Llauró

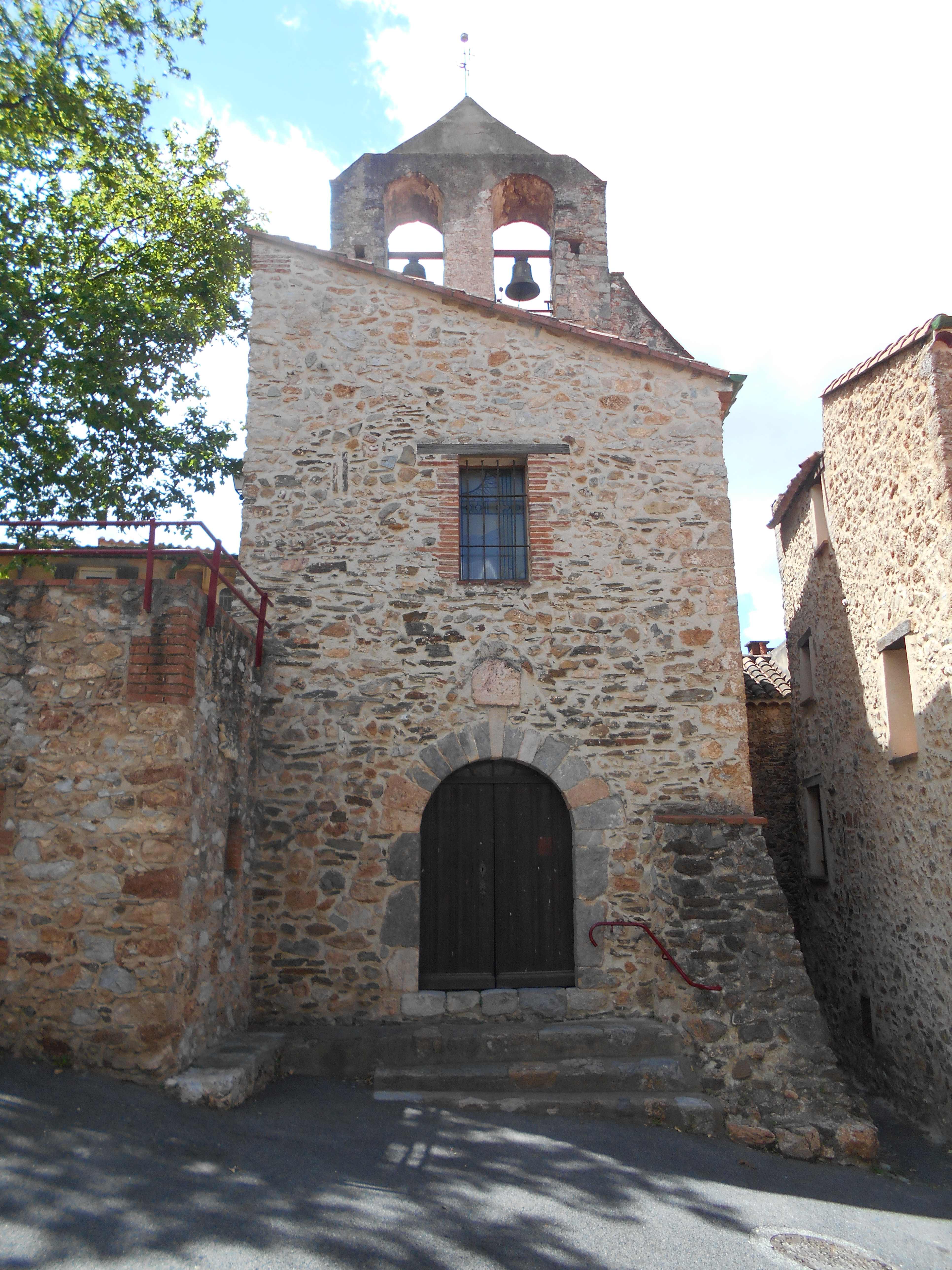
Façana oriental de l'església

Sant Martí de Llauró és l'església parroquial del poble de Llauró, a la comarca del Rosselló, a la Catalunya del Nord.
Està situada al bell mig de la cellera originària del poble vell de Llauró.

## Història
Tot i que el poble de Llauró ja és documentat des del 814, l'església de Sant Martí apareix en documents de delimitació de termes de l'església de Sant Miquel de Montoriol d'Amunt, el 1011.

## L'edifici
És una església d'una sola nau coberta amb volta apuntada. Ha sofert nombroses modificacions, al llarg dels segles. L'altar fou portat a l'extrem de ponent de la nau al segle xviii, alhora que es construïa una capella al costat nord. La porta d'entrada, originalment a migdia, fou tapada, i se n'obrí una de nova, a llevant, a l'antiga capçalera. La nau fou aleshores sobrealçada, i hi foren incorporats retaules barrocs. Recentment s'ha trobat la finestra meridional de l'absis romànic, d'esqueixada doble. L'aparell de l'església és de còdols, i tot el conservat fa pensar en una obra del segle xi.